# جان روي
جان روي هو سياسي كندي، ولد في 12 نوفمبر 1923 في تيمينز في كندا، وتوفي بنفس المكان في 28 ديسمبر 1996. حزبياً، نشط في الحزب الليبرالي الكندي. وقد انتخب عضو مجلس العموم الكندي.